# Zouk Machine
Zouk Machine ist eine Band aus Guadeloupe mit der Stilrichtung Zouk.

## Werdegang
Guy Houllier und Yves Honoré, Mitglieder der Gruppe Expérience 7, gründeten die Gruppe 1986 mit den Sängerinnen Joëlle Ursull, Christiane Obydol, und Dominique Zorobabel, bekannt als Les Zoukettes. Ihr erstes Album Sové Lanmou hatte großen Erfolg. Joëlle Ursull verließ die Gruppe bald darauf, um ihre Solokarriere zu beginnen. Sie trat 1990 bei der Eurovision auf und belegte den zweiten Platz. 1989 stieß Jane Fostin zu der Gruppe.
Von ihrem Album Maldon hatte die Band 1989 ihren größten Hit mit Maldon' (la musique dans la peau), der neun Wochen auf Platz eins der französischen Charts stand.
1995 kam es zu Problemen in der Band, wodurch diese teilweise neu aufgestellt wurde unter dem Namen New Zouk Machine. Jane Fostin verließ die Gruppe etwas später und Christiane Obydol und Dominique Zorobabel beschlossen, zu zweit die Gruppe weiterleben zu lassen. 2006 verließ Dominique Zorobabel die Gruppe für ihre Solokarriere. Christiane Obydol machte weiter und veröffentlichte 2008 das letzte Album Koud’Soley.

## Diskografie

### Alben
- 1986: Zouk Machine
- 1989: Maldon
- 1991: Kréòl
- 1994: Clin d’œil
- 1995: Le Best of Zouk Machine
- 1999: 7 Nuits blanches
- 2000: Les Essentiels (Kompilation)
- 2008: Koud’Soley

### Singles
| Jahr | Titel Album       | Höchstplatzierung, Gesamtwochen, AuszeichnungChartsChartplatzierungen (Jahr, Titel, Album, Platzierungen, Wochen, Auszeichnungen, Anmerkungen) | Anmerkungen |
| Jahr | Titel Album       | FR | Anmerkungen |
| ---- | ----------------- | --- | ----------- |
| 1989 | Maldòn            | FR1 Gold · (27 Wo.)FR |             |
| 1990 | Ou ké rivé Maldòn | FR28 (13 Wo.)FR |             |
| 1991 | Sa ké cho Kréòl   | FR9 (11 Wo.)FR |             |
| 1992 | D.J. Kréòl        | FR31 (16 Wo.)FR |             |
| 2008 | M’moi Koud’Soley  | FR33 (16 Wo.)FR |             |

Weitere Singles
- 1986: Sové Lanmou
- 1994: A.C.
- 1994: Kommann
- 1994: SKC BABY LOVE
- 1999: The Fool